# イレイザー (映画)
『イレイザー』（原題：Eraser）は、1996年のアメリカ映画。アーノルド・シュワルツェネッガー、ヴァネッサ・ウィリアムズ主演。キャッチコピーは『全てを消すために、あの男がやってくる。』

## あらすじ
「イレイザー（erase=記憶・データを消去、抹消する）」ことジョン・クルーガー連邦保安官は、重大事件に関わる証人を保護する証人保護プログラムのエージェント。ジョンは、大手軍事企業サイレス社の幹部に関わる陰謀を知る女性社員リー・カレンの保護を命じられる。彼女は、サイレス社が最新鋭兵器EM銃（電磁砲）を国外に密売しようとしていること、その背後にアメリカ政府の有力者がいる事実を掴み、FBIに情報を持ち込み、捜査官の指示に従い証拠となるデータをディスクにコピーしていた。しかし、捜査官たちに騙されて命を狙われる危険な行為を行っていたことを知ったリーは、証人保護を拒否して自宅に帰ってしまう。しかし、リーの自宅がサイレス社に襲撃され、彼女は危ないところをジョンに救われる。ディスクは陰謀の主犯であるハーパー国防次官の手に渡ってしまうが、リーが知り合いの記者に渡す筈だったコピーがあることが判明し、ハーパーは記者を殺害させ彼女の行方を探す。
リーを隠れ家に移したジョンは、恩師であるロバート・ドゥゲラン連邦保安官の呼び出しを受け、彼から証人保護プログラム下の証人たちが殺されていることを聞かされる。内部に裏切り者がいると考えた二人は証人の保護に向かうが、単独行動に出たロバートによって証人が殺害されてしまう。ハーパーと手を組んでいた彼は、ジョンを言い包めてリーを保護するためにジェット機に乗り込む。ロバートはジョンに睡眠薬を飲ませ、その行動に不信を抱いた捜査官を殺害する。ジョンは気を失う寸前にリーに通信を送り、危機を知った彼女は事前の打ち合わせ通りにセントラル・パーク動物園に逃げ込む。ロバートはジョンを仲間に引き込もうとするが、拒否されたため彼を殺害しようとするが、銃撃戦の末にパラシュートで逃げられてしまう。
ジョンはリーを助けに動物園に向かうが、既にロバートたちが先回りしており、彼女は追い詰められてしまう。そこにジョンが到着してリーを助け出し、動物園から脱出する。ロバートはベラー本部長に対して、「ジョンが裏切り者で、リーと共謀して捜査官を殺害した」と報告し、ベラーは疑問を抱きつつも二人を見付け出すように命令する。一方、ジョンもベラーに連絡を取り事実を伝えるが、「ロバートを逮捕するためには証言以外の物的証拠が必要だ」と言われてしまう。ジョンは、以前に命を救った証人ジョニーに協力を求め、三人でサイレス社に潜入して証拠のディスクを解読する。そこにはサイレス社とハーパー、ロバートがロシアン・マフィアに大量のEM銃を密売する計画が記録されていた。しかし、ロバートたちにサイレス社への潜入が知られ、銃撃戦の末にリーが人質にとられてしまう。ジョンはリーを救出するため、ジョニーと共に密輸現場のボルティモア港に向かう。港に到着したジョンは、ロバートたちの密売現場に踏み込むが見付かってしまい、EM銃を奪い取りロバートたちと銃撃戦となり、脱出したリーと合流する。そこにジョンから連絡を受けたベラーが捜査官を引き連れて到着し、ロバートたちは逮捕される。
数週間後、ロバートとハーパー、サイレス社のモアハートの三人は起訴されるが、詭弁を用い、世間の同意を得たこともあり、有罪に持ち込むことが難しい情勢だった。ロバートは証人であるリーの排除を模索するが、彼らの目の前でジョンとリーの乗った車が爆破される。三人は満足気に裁判所を後にするが、三人の誰も爆破を指示していなかったため不審に思う。その直後、車が踏切の真ん中で停止し、後部座席をロックした運転手が、三人を置いて車を離れてしまう。運転手の正体はジョニーであり、直後にロバートに死んだ筈のジョンから電話がかかり、「君たちは消去した」と伝えられる。直後に列車が車に衝突し、三人は逃げられずに死んでしまう。ロバートたちの死を見届けたジョンは車に乗り込み、リーと共に現場を後にする。

## 登場人物
ジョン・クルーガー
重要証人を保護する証人保護プログラムのエージェント。超一流の実力者。敵の見たこともない新兵器にも対応して生き延び、飛行機から飛び降りて戦闘になっても、策に策を重ねてパラシュートで落下しながら乗り切った行動力を持つ。
ロバート・ドゥゲラン
ジョン・クルーガーの師匠。
リー・カレン
サイレックス社に務める女性。サイレックス社の陰謀を知ったことで事件に巻き込まれる。捜査官たちに騙されて命を狙われる危険な行為を行っていたことを知ったことで憤慨するが自分を危険なところで助けてくれたジョンには信頼を置くようになる。一般人だが預かった拳銃を使いこなし、相手の隙をついて出し抜く逞しさを持つ。
アーサー・ベラー
局長。
ジョニー・キャステレオーネ
詐欺師。保護されている状況にもかかわらず、レストランに行くなど軽率で、これが理由で敵対組織に行方を掴ませてしまう。しかし、そんな自分をちゃんと守ってくれたジョンを命の恩人として信頼しており、後半はサイレックス社で囮を買って出たり、ジョンがドゥゲランのアジトに単身で向かう際に港湾マフィアの従兄弟を引き連れて戦うなど勇敢な活躍を見せる。尚、保護後はゲイ・バーの従業員として働いている。
ウィリアム・ドナヒュー
サイレックス社の副社長。追い詰められて拳銃自殺をする。
ダニエル・ハーパー
国務次官。
コールマン
FBI捜査官。
フレディアーノ
窓口担当。
クレア・アイザックス
リーの知人。記者。FBIを信じていない。
ダリル
リーの元恋人。リーとは別れながらも、つきまとい彼女の家にも来たが事件に巻き込まれて殺害される。
モアハート
サイレックス社の人間。
メイリン
東洋系の女性。以前、ヤクザを相手に不利な証言をしたことがあり、そのことでジョンに助けてもらった過去がある。
モンロー
CIAの若手副保証人。陰謀に巻き込まれてロバートに射殺される。

## スタッフ
- 監督：チャック・ラッセル
- 製作：アーノルド・コペルソン、アン・コペルソン
- 脚本：トニー・パーイヤー、ウォロン・グリーン
- 撮影：アダム・グリーンバーグ
- 音楽：アラン・シルヴェストリ
- 美術：ビル・ケニー
- タイトルデザイン：カイル・クーパー

## キャスト
| 役名                                       | 俳優                             | 日本語吹替 | 日本語吹替   |
| 役名                                       | 俳優                             | ソフト版   | 日本テレビ版 |
| ------------------------------------------ | -------------------------------- | ---------- | ------------ |
| ジョン・クルーガー連邦保安官               | アーノルド・シュワルツェネッガー | 屋良有作   | 玄田哲章     |
| リー・カレン                               | ヴァネッサ・ウィリアムズ         | 湯屋敦子   | 唐沢潤       |
| ロバート・ドゥゲラン連邦保安官             | ジェームズ・カーン               | 堀勝之祐   | 池田勝       |
| アーサー・ベラー本部長                     | ジェームズ・コバーン             | 小林清志   | 小林清志     |
| ジョニー・キャステレオーネ                 | ロバート・パストレリ             | 辻親八     | 樋浦勉       |
| ウィリアム・ドナヒュー                     | ジェームズ・クロムウェル         | 有本欽隆   | 山野史人     |
| モンロー副証人保護官                       | ダニー・ヌッチ                   | 大黒和広   | 石田彰       |
| ダニエル・ハーパー国務次官                 | アンディ・ロマーノ               | 糸博       | 川辺久造     |
| コルデロン                                 | ニック・チンランド               | 後藤敦     | 中田和宏     |
| シフ                                       | マイケル・パパジョン             | 有本欽隆   | 大川透       |
| トニー・トゥートーズ                       | ジョー・ヴィテレリ               | 天田益男   | 宝亀克寿     |
| J・スカー                                  | マーク・ロルストン               | 中田和宏   | 廣田行生     |
| コールマンFBI捜査官                        | ジョン・スラッテリー             | 後藤敦     | 田原アルノ   |
| フレディアーノ                             | ロバート・ミランダ               | 小野英昭   | 星野充昭     |
| クレア・アイザックス                       | ローマ・マフィア                 | 野沢由香里 | 磯辺万沙子   |
| リトル・マイク                             | トニー・ロンゴ                   | 小野英昭   | 古田信幸     |
| モアハート                                 | ジェリー・ベッカー               | 石波義人   | 田原アルノ   |
| セルゲイ・イヴァノヴィッチ・ペトロフスキー | オレク・クルパ                   | 中田和宏   | 千田光男     |
| ダリル                                     | シルク・コザート                 | 大黒和広   | 楠大典       |
| ロドリゲス神父                             | イスマエル・カルロ               | 中博史     | 稲葉実       |
| ケビン（バーテンダー）                     | リック・バタラ                   | 大黒和広   | 石田彰       |
| ジェームズ・ハガーティ                     | パトリック・キルパトリック       | 幹本雄之   | 谷口節       |

- ソフト版吹き替え - VHS・DVD・BDに収録

プロデューサー - 東慎一、演出 - 蕨南勝之、翻訳 - 税田春介、録音・調整 - 土屋雅紀、音響制作 - 中西真澄、制作 - ワーナー・ホーム・ビデオ、プロセンスタジオ
- 日本テレビ版吹き替え - 初回放送1999年5月21日『金曜ロードショー』(21:03-23:19)

翻訳 - 野口尊子、演出 - 伊達康将、効果 - サウンドボックス、調整 - 荒井孝、スタジオ - オムニバス・ジャパン、制作担当 - 稲毛弘之、制作 - 東北新社
※ワーナー・ブラザース・ホームエンターテイメント発売の「吹替の力」シリーズ『イレイザー 日本語吹替音声追加収録版 ブルーレイ』にはソフト版に加え、ノーカットの日本テレビ版の吹き替え版が収録

## 評価
レビュー・アグリゲーターのRotten Tomatoesでは53件のレビューで支持率は42%、平均点は5.10/10となった。Metacriticでは18件のレビューを基に加重平均値が56/100となった。